# Artur Rêgo
Artur José Gomes Rêgo (ur. 24 kwietnia 1958 w Ambriz w Angoli) – portugalski adwokat i polityk, działacz sportowy, od 2009 poseł do Zgromadzenia Republiki. 

## Życiorys
Urodził się w Angoli, jednak w wieku 3 lat został ewakuowany przez "Caritas" do metropolii w związku z wybuchem wojny kolonialnej. Został adoptowany przez portugalską rodzinę w Porto. Ukończył studia prawnicze w Uniwersytecie Lizbońskim (UL). Pod koniec lat 80. zamieszkał w Algarve, gdzie praktykuje jako adwokat. Stał na czele amatorskiej grupy sportowej w Lagos. Podjął działalność w Centrum Demokratycznym i Społecznym – Partii Ludowej, z ramienia którego ubiegał się o mandat radziecki w Lagos (1997). W wyborach w 2009 został wybrany w skład Zgromadzenia Republiki XI kadencji w okręgu Faro jako lider listy CDS/PP. W wyborach w 2011 uzyskał reelekcję z tego samego okręgu.
Pełni funkcję przewodniczącego Klubu Piłki Nożnej "Esperança" w Lagos.